# Thandor: The Invasion
Thandor: The Invasion (Вторжение: Выжженная земля) — компьютерная игра в жанре стратегия в реальном времени, разработанная компанией Innonics и изданная компанией JoWooD Entertainment в конце 2000 года. В России игра была выпущена 1 декабря 2000 года компанией «Бука».
Несмотря на наличие современной на тот момент трёхмерной графики, игра была довольно прохладно принята критиками. Графика была оценена как неплохая, но требующая мощного компьютера. Много нареканий вызвала модель поведения юнитов. Сюжет игры есть, но он как по мнению критиков, так и по мнению разработчиков не очень интересен (разработчики хотели сделать акцент на геймплее).
Издатель JoWooD Entertainment обанкротился, про разработчика Innonics информации нет больше 10 лет, сайт игры недоступен, следовательно, игру можно отнести к классу Abandonware. Издатель в России Бука утверждает, что игра запускается только на Windows 98. Возможно запустить игру через Wine.

## Игровой процесс
Как и во множестве других RTS, в игре Thandor геймплей базируется на возведении городов, добыче и использовании ресурсов, создании армий и уничтожении вражеских армий и городов. Однако есть возможность избежать войны благодаря дипломатии — заключить сначала мир, а потом альянс с оппонентами. Но в кампании это невозможно, а в одиночной игре с последним врагом заключить альянс не удастся.
В игре отсутствует разделение на расы или фракции: стороны отличаются только цветом зданий и юнитов и наносимым на них логотипом.

### Ресурсы
В игре 3 ресурса: ксенит, тритий и электроэнергия. Ксенит тратится на постройку зданий, найм юнитов и изучение технологий. При продаже зданий и юнитов часть затраченного ксенита возвращается. Тритий расходуется на выработку электроэнергии. Ксенит и тритий добываются в шахтах, которые можно строить на месторождениях. В отличие от Warcraft III и Starcraft на одном месторождении можно построить несколько зданий, добывающих ресурс, однако суммарная производительность месторождения не изменится. Электроэнергия вырабатывается на электростанциях из трития. Ресурсы хранятся на складах (для каждого типа ресурсов — свой тип складов) ограниченной вместимости, при уничтожении склада ресурсы теряются.

### Юниты
Армии состоят из различных видов техники. Количество юнитов ограничено только запасами ресурсов игрока и размерами карты.
Всю технику можно подразделить на 6 категорий: автомобили, танки, глайдеры, шагоходы, флот, авиация. Все виды техники кроме авиации постоянно присутствуют на карте, авиация совершает вылеты и тут же возвращается на аэродром (если, конечно, её не уничтожили во время вылета). Для юнитов выполняется правило «камень-ножницы-бумага»: танки уязвимы для ракет, но не для лазеров, глайдеры уязвимы для зенитной артиллерии, но не для баллистического оружия, и так далее.

### Здания
Процесс постройки здания состоит из двух этапов: сначала нужно потратить ресурсы, заказать здание и дождаться постройки. После этого следует установить здание. При этом установку здания можно отложить, а потом установить несколько зданий сразу. Постройки осуществляет главное здание — Штаб. Остальные здания — это шахты, склады, электростанции, лаборатории для исследования технологий, заводы для производства техники, защитные турели и стены. В лабораториях исследуется оружие, в штабе — здания, на заводах — техника.

## Сюжет
Разработчики не придавали большого внимания разработке сюжета. Игроку предстоит восстановить альянс Арес, который оказался практически уничтожен, и победить всех его врагов. Кампания разделена на несколько частей, каждая из которых — боевые действия на некоторой планете. По ходу сюжета открываются всё новые и новые технологии, доступные для изучения, однако в каждой следующей миссии технологии, изученные в предыдущей, вновь становятся неизученными. Перед стартом можно выбрать сложность кампании, однако при этом выбирается не то, насколько противники будут умные, а лишь то, насколько их юниты сильнее (или слабее) техники игрока.
Также есть некоторое количество дополнительных кампаний.

## Мультиплеер
Возможна игра через локальную сеть (до 8 игроков). Для мультиплеера доступны как обычные карты, так и целые кампании. Сетевые сражения позволяют в полной мере воспользоваться функциональностью дипломатии, которая в одиночной игре не так активно используется.

## Отзывы прессы
| Сводный рейтинг       | Сводный рейтинг |
| Агрегатор             | Оценка          |
| --------------------- | --------------- |
| GameRankings          | 52,86 %         |
| Иноязычные издания    |                 |
| Издание               | Оценка          |
| AllGame               | [ 8 ]           |
| GameSpot              | 4,7 из 10       |
| IGN                   | 4,8 из 10       |
| Русскоязычные издания |                 |
| Издание               | Оценка          |
| Absolute Games        | 60 %            |

Thandor: The Invasion была достаточно прохладно воспринята публикой.
Обозреватель IGN Jeremy Dunham написал, что хоть ему и нравятся стратегии в реальном времени, а особенно с научно-фантастической тематикой, но эту игру он бы назвал примером того, как не надо организовывать игровую механику. О графике он отозвался восторженно, оценив детализацию текстур на зданиях, качество освещения, возможность приближать и вращать камеру. Были высказаны претензии к обучению, к звуку и к удобству интерфейса. Наибольшее количество претензий досталось геймплею. Однако в первую очередь критике подверглись не совсем минусы, а скорее «особенности». Сложность добычи электроэнергии, когда сначала добывается тритий, и потом на электростанции перерабатывается, противопоставляется гораздо более простой модели в Warcraft. Улучшения оружия не затрагивают уже выпущенную технику, что в общем-то соответствует реализму. Недовольство вызвали слишком большие по территории карты.
Ag.ru тоже похвалили графику, но обратили наибольшее внимание на проблемы с AI юнитов: «Взять хотя бы упертость юнитов. Ну, то, что они могут взять и, промахнувшись, жахнуть по своим, еще можно как-то списать на реалистичность. Но вот тупость при перемещениях и исполнении приказов вынести просто невозможно».
По мнению GameSpot игра — самая обычная, и совершенно ничем не примечательная.

## Дальнейшее развитие
Когда игра была выпущена, разработчики строили большие планы на разработку и выпуск продолжений. Планировалось дополнение «Thandor v1.5» с новыми миссиями, но на прежнем движке. Затем должен был быть выпущен «Thandor 2», уже на новом движке. Однако эти планы не были осуществлены поскольку оригинальная игра показала очень низкие продажи.